# Bayerischer Toto-Pokal 2012/13
Der Bayerische Toto-Pokal 2012/13 war die 4. Saison seit der Pokalreform. Im Finale setzte sich die TSV 1860 Rosenheim gegen Wacker Burghausen durch und qualifizierten sich damit für die erste Runde des DFB-Pokals 2013/14.